# Chicago 18
Chicago 18 è il quindicesimo album in studio del gruppo musicale statunitense Chicago, pubblicato nel 1986.

## Tracce
Side 1
1. Niagara Falls – 3:43
2. Forever – 5:17
3. If She Would Have Been Faithful... – 3:51
4. 25 or 6 to 4 – 4:20
5. Will You Still Love Me – 5:44

Side 2
1. Over and Over – 4:20
2. It's Alright – 4:29
3. Free Flight – 0:25
4. Nothin's Gonna Stop Us Now – 4:25
5. I Believe – 4:30
6. One More Day – 4:13

## Formazione
- Bill Champlin – tastiera, voce
- Robert Lamm – tastiera, voce
- Lee Loughnane – tromba
- James Pankow – trombone
- Walter Parazaider – legni
- Jason Scheff – basso, voce
- Danny Seraphine – batteria